# Чикаго-Луп
Чикаго-Луп (англ. Chicago Loop) — название исторического делового центра Чикаго.

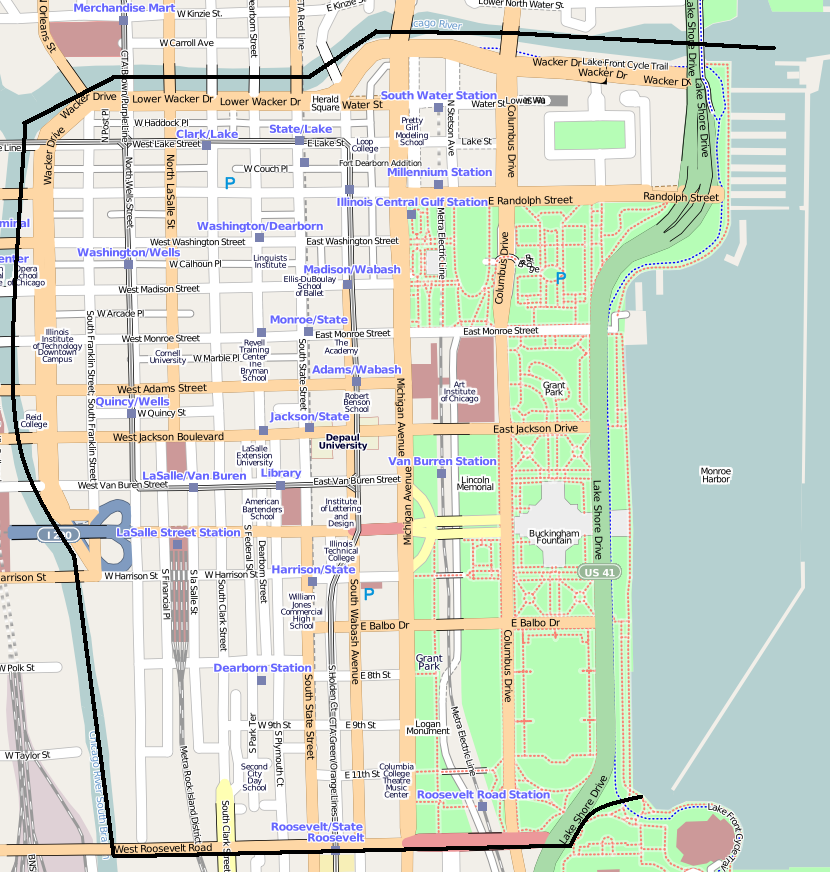
План района Чикаго-Луп

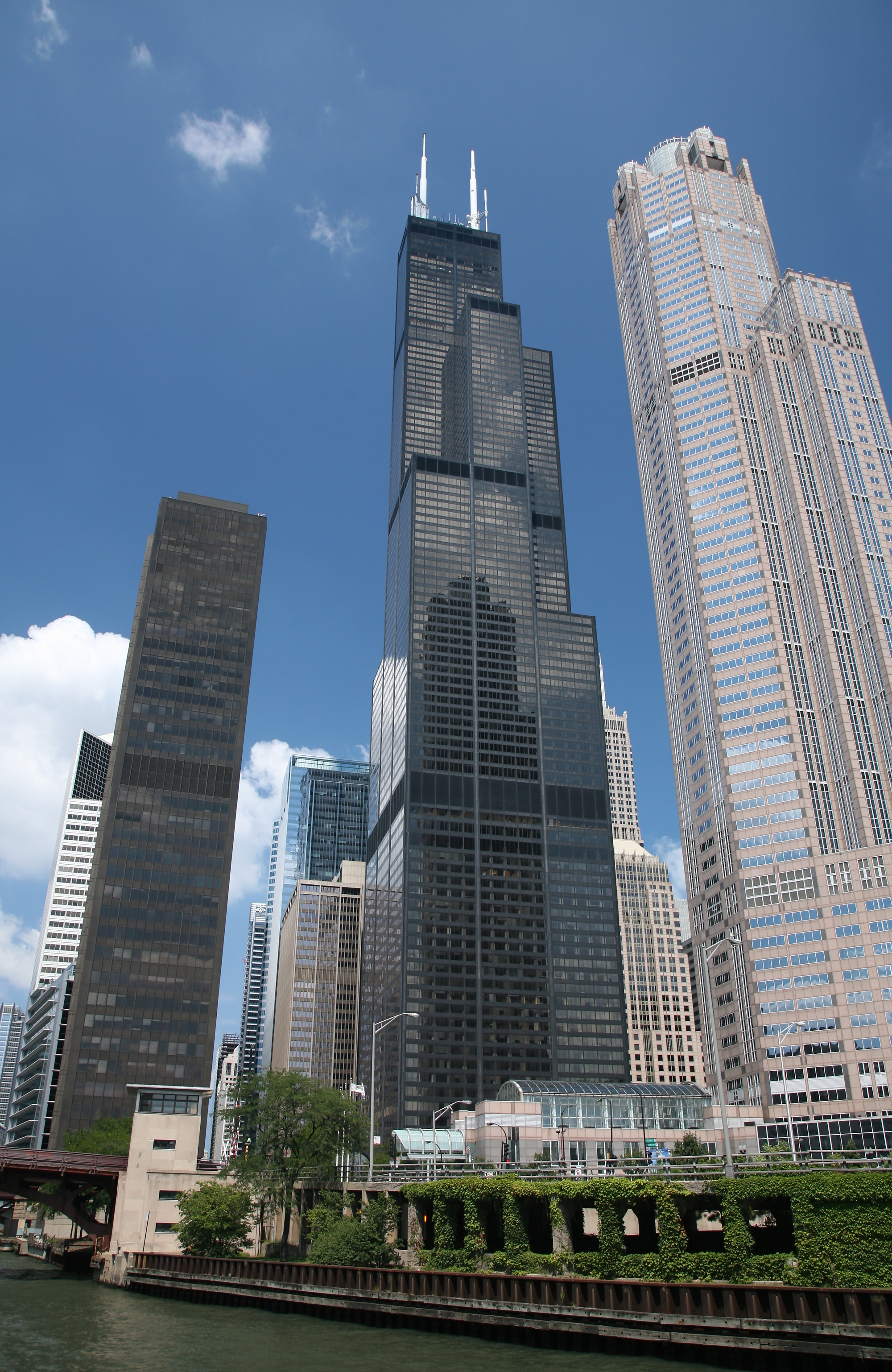
Уиллис-тауэр (ранее Сирс-тауэр) — второе по высоте здание в Западном полушарии

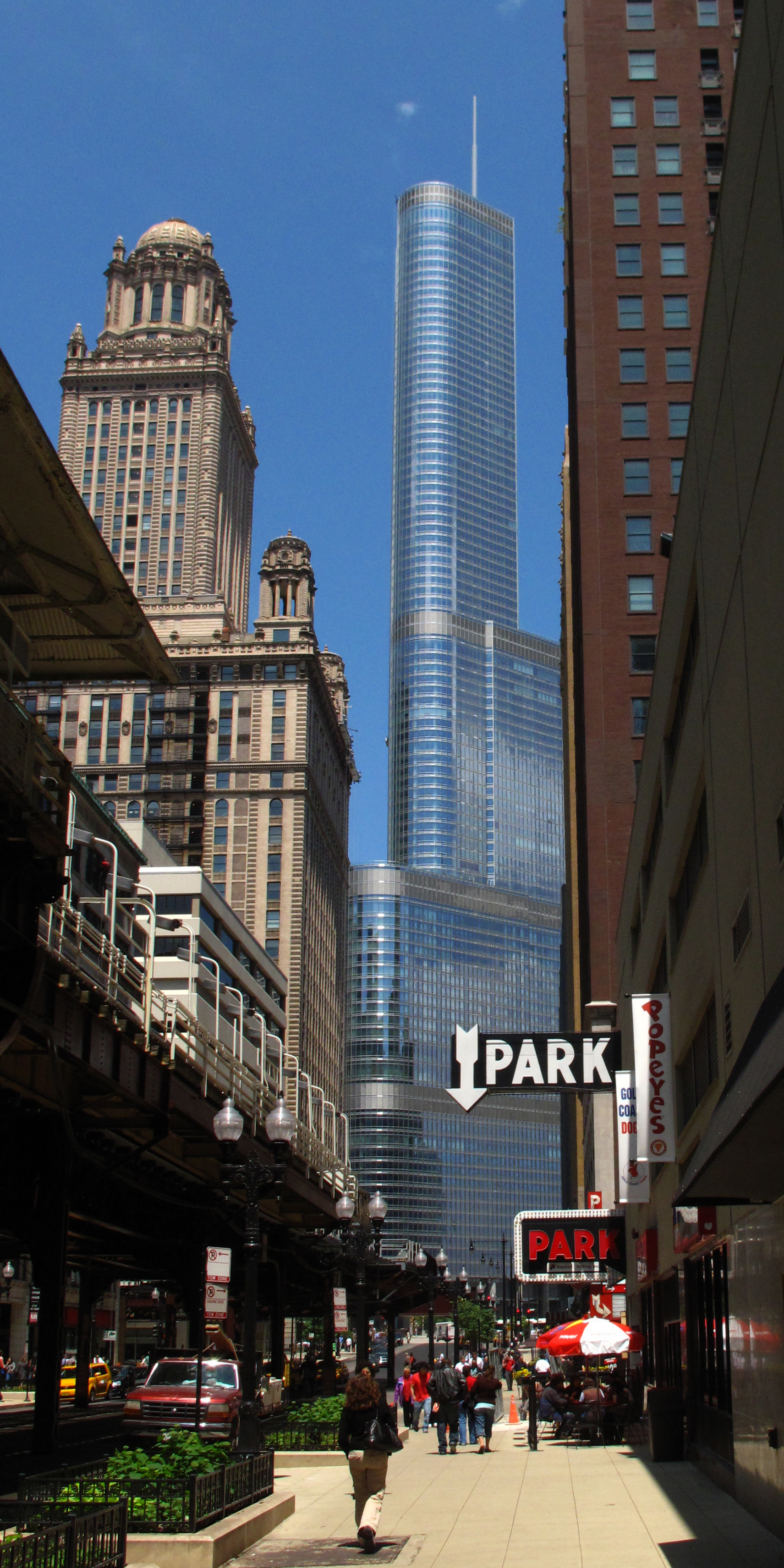
Вид на здание Международного отеля и башню Трампа — Чикаго (Trump International Hotel and Tower) в Чикаго-Луп

## История
Термин «Loop» («петля») происходит, вероятно, от названия того места в центре города, где канаты канатного трамвая, построенного в 1882 году, поворачивались на шкиве. Другие источники утверждают, что «Луп», как имя собственное, появилось после строительства в 1895—1897 годах железной дороги типа метро, расположенной на эстакаде, которая делала повороты, образуя в плане петлю.
Согласно исследованиям, проведённым Чикагским университетом, название «Луп» было присвоено в 1920 году муниципальному округу Чикаго, ограниченному с севера и запада рекой Чикаго, с востока — озером Мичиган, с юга — Рузвельт-роад.

## Население
По данным переписи населения 2000 года в районе Чикаго-Луп проживает 16 388 человек. Средняя цена жилой недвижимости в 2005 году составила 710 тысяч долларов.

## Достопримечательности
С самого начала существования района в его архитектуре преобладают высотные здания. Ещё в конце XIX века здесь появился первый в мире небоскрёб Хоум-иншурэнс-билдинг, который был снесён в 1931 году. Здание Чикагской торговой палаты, также находящееся в этом районе, было самым высоким зданием Чикаго с 1930 по 1965 год. Здесь находятся такие известные здания, как Уиллис-Тауэр (ранее называлось Сирс-Тауэр) — второе по высоте здание США и всего Западного полушария (после ВТЦ-1), Аон-центр и другие Национальные исторические памятники США.
В районе расположены торговые центры, различные театры и отели.
На улицах района находятся работы таких известных скульпторов, как: Пабло Пикассо, Хуан Миро, Генри Мур, Марк Шагал, Александр Колдер и Жан Дюбюффе.
В округе Чикаго-Луп находятся Грант-парк, Фишер-билдинг, Чикагский институт искусств, один из крупнейших художественных музеев США, театр «Аудиториум», где базируются Чикагский симфонический оркестр и Балет Джоффри, Городской оперный театр, построенный для Чикагской городской оперы и в 1954 году ставший домом для Лирической оперы Чикаго, Театр Харриса, где выступает танцевальная компания «Хаббард-стрит Дэнс», Театр Гудмана, Библиотека Гарольда Вашингтона, Чикагский культурный центр и другие учреждения.
На берегу озера Чикаго расположена вытянутая с севера на юг большая рекреационная зона, в центре которой находится Грант-парк. В комплекс парка входят «входные ворота» Чикаго — Букингемский фонтан и Миллениум-парк, открытый в 2004 году.
Река Чикаго, которая является естественной границей района с севера и запада, также является одним из центров развлечений и возможностей для отдыха. Водные экскурсии вниз по реке Чикаго, в том числе архитектурные туры, пользуются большой популярностью среди местных жителей и туристов.
В северной части района, на набережной реки Чикаго, располагается памятник модернизма, Семнадцатая сайентистская церковь Христа, построенная по проекту местного архитектора Гарри Уиза, который также проектировал станции вашингтонского метро в похожем бруталистском стиле.

## Экономика
Чикаго-Луп является вторым по величине коммерческим, деловым бизнес-центром в Соединённых Штатах после Манхэттена в Нью-Йорке. В районе LaSalle стрит расположены крупнейшие биржи Чикагская торговая палата и Чикагская товарная биржа, объединённые в CME Group.
Здесь же расположены штаб-квартиры таких известных фирм как United Airlines, Boeing и другие. Главный офис McDonald's также располагался в Чикаго-Луп до 1971 года; позже он переехал в Оук-Брук.

## Дипломатические миссии
В Чикаго-Луп расположены консульства ряда стран — в частности, к ним относятся Аргентина, Австралия, Бразилия, Канада, Коста-Рика, Чешская Республика, Эквадор, Эль-Сальвадор, Франция, Гватемала, Гаити, Индонезия, Израиль, Македония, Нидерланды, Пакистан, Индия, Перу, Филиппины, Южная Африка, Турция, Венесуэла.